# Bactria hypoleucochaeta
Bactria hypoleucochaeta är en tvåvingeart som först beskrevs av Mario Bezzi 1908.  Bactria hypoleucochaeta ingår i släktet Bactria och familjen rovflugor.
Artens utbredningsområde är Kongo. Inga underarter finns listade i Catalogue of Life.